# Frontiers in Cellular Neuroscience
Frontiers in Cellular Neuroscience is een internationaal, aan collegiale toetsing onderworpen open access wetenschappelijk tijdschrift op het gebied van de neurowetenschappen. De naam wordt in literatuurverwijzingen meestal afgekort tot Front. Cell. Neurosci. Het wordt uitgegeven door Frontiers en is opgericht in 2007.
Het tijdschrift publiceert onderzoek over de werking van de cellen van het zenuwstelsel zowel in de mens als in andere soorten. Voor een deel is dit interdisciplinair onderzoek dat raakt aan de anatomie, fysiologie, genetica, en de systeembiologie.
Frontiers in Cellular Neuroscience is een volledig elektronisch tijdschrift; er is geen gedrukte versie. Er komen geen nummers van uit; elk artikel wordt afzonderlijk online gepubliceerd zodra het goedgekeurd en vormgegeven is.
De hoofdredacteuren zijn Egidio D'Angelo (Universiteit van Pavia) en Christian Hansel (Universiteit van Chicago).